# Христофоров, Иван Иванович
Иван Иванович Христофоров (22 марта 1935 — 24 мая 2018) — российский певец. Народный артист Чувашии (1992).

## Биография
Родился 22 марта 1935 года в селе Новое Байбатырево Яльчикского района Чувашии, по национальности — чуваш. Вырос в многодетной семье: 5 сестёр и один брат.
Учился профессии в Мариупольском музыкальном училище. Работал в Чувашском государственном ансамбле песни и танца, в фольклорном ансамбле «Савал» Чувашской государственной филармонии, хоре Чувашского радио телевидения (1992). Вырастил двух дочерей и сына.
Умер 24 мая 2018 года в родном селении.

## Память
Похоронен в зоне почётных захоронений Яушского кладбища города Чебоксары.

## Творчество
В репертуаре более 350 чувашских и русских песен. Выступал с концертной программой по России.
Сотрудничал
- с поэтами-песенниками:
  - Валентин Урташ,
  - Юрий Сементер,
  - Раиса Сарпи
- с композиторами:
  - Герман Лебедев,
  - Орлов-Шусьм,
  - Филипп Лукин,
  - Юрий Кудаков.

Также исполнял песни своего сочинения. Играл на баяне, гитаре и балалайке.

## Звания, награды
Заслуженный артист Чувашской АССР (1975). Народный артист Чувашии (1992).
Ивану Христофорову установлено ежемесячное пожизненное государственное пособие (Распоряжение Главы Чувашской Республики Михаила Игнатьева от 27 ноября 2014 года № 404-рг в соответствии с Указом Президента Чувашской Республики от 10 июня 1994 г. № 59 «О мерах по государственной поддержке культуры в Чувашской Республике» за особые заслуги в развитии культуры).